# Thomas Jefferson
Thomas Jefferson (13 tháng 4 năm 1743 – 4 tháng 7 năm 1826) là chính khách, nhà ngoại giao, luật sư, kiến trúc sư, nhà triết học người Mỹ. Ông là một trong các kiến quốc phụ của Hợp chúng quốc Hoa Kỳ và là tổng thống thứ 3 của Hợp Chúng Quốc Hoa Kỳ (nhiệm kỳ 1801 – 1809). Jefferson sáng lập ra Đảng Dân chủ-Cộng hòa Hoa Kỳ  và là một nhà triết học chính trị có ảnh hưởng lớn, một trong những người theo chủ nghĩa tự do nhiệt thành lớn nhất thời cận đại. Ông sinh ngày 13 tháng 4 năm 1743 tại Shadwell, tiểu bang Virginia, lúc đó còn là vùng biên giới hoang vu, trong một gia đình kĩ sư gốc Anh. Thuở nhỏ, ông học ở quê nhà, rồi sau đó vào trường Đại học William & Mary (1760–1762). Năm 23 tuổi, ông trở thành luật sư. 7 năm sau, ông thôi hành nghề với một tài sản kha khá và với mối ác cảm sâu sắc về giới luật sư, rồi sống cuộc sống của một nhà quý tộc nông thôn độc lập.
Tuy nhiên, sự quan tâm đến các vấn đề xã hội của Jefferson không cho phép ông hưởng thú ẩn dật. Ông được cử làm thành viên Viện đại biểu bang Virginia, và khi các vấn đề thuộc địa trở nên gay gắt, ông đóng vai trò tích cực ngày càng tăng trong phong trào đấu tranh giành độc lập. Những kiến nghị của Jefferson trong đoàn đại biểu Virginia với Hội nghị lục địa được công bố trong quyển sách nhỏ tựa đề "Quan điểm tóm tắt về các quyền của nước Mỹ", đã đưa ông lên vị trí của một trong những nhà lãnh đạo cách mạng hàng đầu. Ông được cử làm công tác đặc biệt ở Anh, và tại Mỹ ông được các cộng sự chọn để dự thảo bản Tuyên ngôn Độc lập năm 1776.
Từ bỏ ghế đại biểu ở Quốc hội, Jefferson quay ra quan tâm đến việc xây dựng một bản hiến pháp cho quê hương Virginia. Nhiều tư tưởng của ông tập trung trong văn kiện đó, và nhiều ý tưởng khác được thể hiện trong các đạo luật ban hành những năm sau đấy. Năm 1779, Jefferson được bầu làm thống đốc bang Virginia và giữ chức vụ này cho đến năm 1781. Năm 1783, trở lại tham gia Quốc hội một lần nữa, ông đứng đầu ủy ban được cử ra để xem xét hiệp ước hòa bình với Anh. Năm kế ông được cử làm công sứ đại diện cho chính phủ Mỹ non trẻ ở Pháp và đã hoàn thành xuất sắc nhiệm vụ này.
Từ năm 1789, với tư cách là ngoại trưởng Mỹ trong nội các của Tổng thống George Washington, ông đã công bố tư tưởng dân chủ mà dựa vào đó Đảng Dân chủ Hoa Kỳ được xây dựng, điều này đã đưa đến việc Jefferson đắc cử Tổng thống Mỹ năm 1800. Sau 2 nhiệm kì, ông rút lui và cống hiến những năm cuối đời cho việc thiết lập trường Đại học Virginia, được ông xem là một trong những công trình quan trọng nhất của mình.
Jefferson mất ngày 4 tháng 7 năm 1826 ở Monticello, gần Charlottesville, tại căn nhà tự ông xây cất, cùng một ngày với John Adams, hưởng thọ 83 tuổi. Trên mộ bia được ông chọn từ trước, có mang dòng chữ: "Đây là nơi an nghỉ cuối cùng của Thomas Jefferson, tác giả của bản Tuyên ngôn Độc lập Mỹ, của Đạo luật Virginia về tự do tín ngưỡng, và là cha đẻ của trường Đại học Virginia".

## Tiểu sử
Thomas Jefferson chào đời vào ngày 13 tháng 4 năm 1743 tại Shadwell, quận Goochland, Virginia, vùng đất mà ngày nay thuộc quận Albemarle. Cha của Thomas, ông Peter Jefferson, là một người đo đất và là chủ một đồn điền. Ông có gốc tổ tiên miền Wales. Mẹ của Thomas, Jane Randolph, là con gái của Isham Randolph, một thuyền trưởng và thỉnh thoảng cũng canh tác đồn điền. Hai người kết hôn với nhau vào năm 1739. Thomas Jefferson không quan tâm mấy đến việc tìm hiểu về tổ tiên của mình, ông chỉ biết về sự tồn tại của ông nội của mình mà thôi.
Thomas là người con thứ ba và là con trai lớn trong một gia đình 4 trai 6 gái, phần lớn đều qua đời khi tuổi còn thơ. Thomas đã trải qua 7 năm trong số 9 năm đầu tiên tại Tuckahoe, một nông trại của gia đình Randolph bên bờ sông James, gần Richmond, Virginia. Năm Thomas lên 9 tuổi, gia đình Jefferson dọn về Shadwell và tại nơi này, cậu Thomas tập đọc và tập viết tại trường học và cậu cũng được cha dạy kèm. Ông Peter dạy con câu cá, săn bắn gà lôi rừng, săn hươu nai gần dòng sông Rivanna cùng cưỡi ngựa. Thomas cũng học kéo đàn vĩ cầm và biết yêu chuộng âm nhạc từ dạo đó. Khi Thomas được 14 tuổi, ông Peter qua đời. Cậu Thomas trở nên gia trưởng vì là con trai lớn trong nhà. Cậu thừa hưởng hơn 5.000 mẫu Anh (2.000 ha; 7,8 dặm vuông Anh) đất cùng với khoảng 20-40 người nô lệ, trong khi gia sản do người quản gia tên là John Harvie trông nom.

### Sự nghiệp học hành
Thomas Jefferson bắt đầu đi học từ khi được 5 tuổi rồi khi lên 9 tuổi vào ở nội trú trong trường của William Douglas, một vị tu sĩ gốc Scotland. Về sau, Thomas còn ghi nhớ rằng các loại bánh nướng trái cây của ông Douglas ngon tuyệt vời và các bài giảng của ông cũng rất xuất sắc, ngoại trừ văn học cổ điển. Ngoài các môn học thông thường, Thomas còn được học về tiếng Latinh, tiếng Hy Lạp, tiếng Pháp. Sau khi cha chết, Thomas theo học ngôi trường gần Gordonsville của James Maury, một tu sĩ theo Anh giáo kiêm học giả. Ông được huấn luyện về lòng nhân đạo và về niềm tin vào Thượng đế nhưng cậu không hoàn toàn tin tưởng vào một tổ chức tôn giáo nào.
Năm 1760, vào tuổi 16, Thomas Jefferson theo học Học viện Williams and Mary tại Williamsburg. Đây là thủ phủ của thuộc địa Virginia với dân số thời đó chỉ vào khoảng 1,000 người. Thomas làm quen với xã hội thành thị và trong 2 năm trường, ông học về toán học, văn chương và triết học với Tiến sĩ William Small, một học giả gốc Scotland. Năm 1762, Tiến sĩ Small đã thu xếp để Thomas Jefferson học luật với vị Thẩm phán George Wythe, một trong các vị luật gia uyên thâm nhất của địa phương. George Wythe ảnh hưởng tới Thomas Jefferson rất nhiều và sau này, chính Wythe là một trong những người ký tên vào Bản tuyên ngôn độc lập.
Nhờ quen biết với hai Small và Wythe, Thomas Jefferson được giới thiệu với Thống đốc Virginia Francis Fauquier. Bốn người này thường trải qua các buổi chiều tại tư dinh của Thống đốc, bàn luận về thời cuộc cũng như dạo các bản nhạc thính phòng. Cũng nhân dịp này, Thomas Jefferson được gặp Patrick Henry.
Trong thời gian học môn luật, Thomas Jefferson quan tâm tới sự căng thẳng chính trị giữa nước Anh và các thuộc địa Bắc Mỹ. Cuộc chiến tranh Bảy Năm, hay còn được gọi là cuộc Chiến tranh Pháp và người Da đỏ ở Bắc Mỹ đã loại người Pháp ra khỏi tiểu lục địa Ấn Độ và lục địa Bắc Mỹ. Người Pháp đã bị người Anh thay thế và thế lực Anh đã lấn át tại phía tây bán cầu và trên các mặt biển. Nước Anh nhờ thế đã thụ hưởng được sự phát triển thương mại trên rất nhiều lãnh thổ. Năm 1760, vua George III lên ngôi nhưng do sự bất lực của nhà vua này, đã sinh ra các bất ổn đối với các xứ thuộc địa Bắc Mỹ.
Tại miền Bắc Hoa Kỳ, các doanh nhân thường buôn lậu với các kẻ địch và các quốc hội lục địa đã không cung cấp nhân lực và tiếp liệu cho chính quyền Anh trong khi số nợ nần của nước Anh tăng lên do việc quản trị các vùng đất mới. Để có tiền, Quốc hội nước Anh đã thông qua Đạo Luật Tem Thuế vào tháng 3 năm 1765 để gia tăng lợi tức cho nước Anh. Khi đạo luật này được công bố, Thomas Jefferson nghe Patrick Henry hùng biện, đả kích sự bất công và cho rằng Quốc hội Anh không có quyền đánh thuế các thuộc địa Bắc Mỹ. Sau này, Thomas kể lại rằng: "Đối với tôi, ông Henry đã nói hùng hồn giống như Thi hào Hómēros làm thơ vậy".
Năm 1767, Thomas Jefferson được nhận vào Luật sư đoàn và bắt đầu hành nghề luật sư một cách khá thành công. Ông chia thời gian qua lại hai địa điểm là Williamsburg và Shadwell. Tại nơi sau này, ông vẽ kiểu và trông coi xây dựng tòa nhà Monticello trên một ngọn đồi gần đó.

### Kết hôn và gia đình
Thomas Jefferson cưới bà góa phụ 23 tuổi Martha Wayles Skelton vào năm 1772. Bà là con gái của ông John Wayles, một luật sư danh tiếng sống gần Williamsburg. Theo chuyện kể lại, chính nhờ âm nhạc mà Thomas đã chiếm được cảm tình của Martha vì một nhân vật khác cũng theo đuổi Martha đã phải bỏ cuộc khi nhìn thấy hai người hòa đàn vĩ cầm và dương cầm. Sau đó, gia đình Jefferson đã an cư tại Monticello, dù cho tòa nhà lớn này chưa xây xong. Martha Jefferson qua đời năm 1782, sau 10 năm kết hôn. Trong cuộc hôn nhân 10 năm, họ có với nhau năm con gái và một con trai: Martha, thường gọi là Patsy, (1772–1836); Jane (1774–1775); một con trai chưa đặt tên (1777); Mary Wayles, thường gọi là Polly, (1778–1804); Lucy Elizabeth (1780–1781); và Lucy Elizabeth (1782–1785). Tuy nhiên chỉ có hai đứa con là Martha và Mary sống cho đến tuổi trưởng thành. Sau cái chết của Martha Jefferson, Thomas Jefferson không lập gia đình nữa mà lo chăm sóc hai người con gái.

## Sự nghiệp chính trị từ năm 1775 tới 1800

### Bản tuyên ngôn độc lập Hoa Kỳ

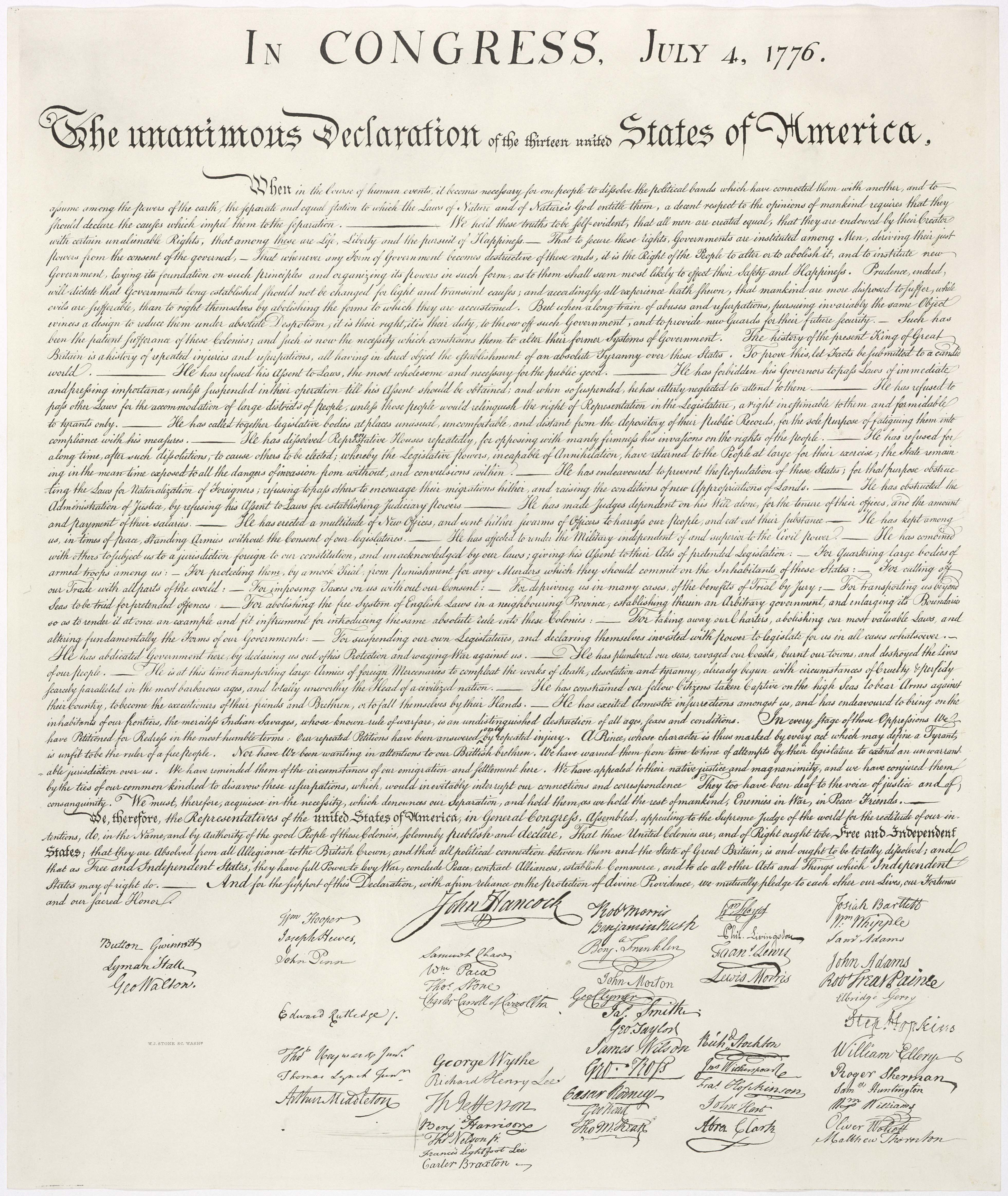
Tuyên ngôn độc lập Hoa Kỳ, tác phẩm nổi tiếng nhất của Thomas Jefferson

Tại Quốc hội Lục địa, Thomas Jefferson đã là một trong những nhân vật dẫn đầu. Sau khi Chiến tranh Cách mạng Mỹ nổ ra, Jefferson được yêu cầu thảo ra "Bản Tuyên bố các nguyên do và sự cần thiết phải cầm lấy vũ khí" (Declaration of the Causes and Necessity of Taking up Arms). Quốc hội sau đó đã thấy rằng bản thảo này "quá mạnh" nên đã nhờ một nhân vật ôn hòa hơn là John Dickinson viết ra một bản thay thế nhưng văn bản mới gồm phần lớn các quan điểm được đưa ra bởi Jefferson.
Vào mùa xuân năm 1776, ý kiến của các đại biểu Quốc hội Lục Địa càng nghiêng về nền Độc Lập của các xứ thuộc địa Bắc Mỹ. Ngày 7 tháng 6 năm đó, Richard Henry Lee thuộc xứ Virginia đã đưa ra một bản nghị quyết nổi danh, đó là "Các Thuộc Địa Liên Hiệp này phải có quyền và phải là các xứ tự do và độc lập" (these United Colonies are, and of right ought to be, free and independent states). Sau đó, Quốc hội Lục địa đã chỉ định một ủy ban để soạn thảo ra Bản Tuyên ngôn Độc Lập, sử gọi là Ủy ban Năm Nghị sĩ. Ủy ban này gồm: Thomas Jefferson, John Adams, Benjamin Franklin, Roger Sherman và Robert Livingston, hoạt động từ ngày 11 tháng 6 năm 1776 cho đến ngày 5 Tháng 7 năm 1776, ngày mà Tuyên ngôn được xuất bản. Ủy ban đồng ý cử Jefferson là người viết ra bản thảo và đã đồng ý với rất ít thay đổi. Ngày 2 tháng 7, Quốc hội Lục địa bắt đầu tranh luận và Bản tuyên ngôn độc lập được chấp thuận vào ngày 4 tháng 7 năm 1776.
Bản tuyên ngôn độc lập là tác phẩm nổi tiếng nhất của Thomas Jefferson. Bản văn đó đã diễn tả được tính hùng biện với lời văn mạnh mẽ theo pháp lý, biện hộ thế đứng của cuộc Cách mạng Hoa Kỳ. Bản văn đó cũng xác nhận niềm tin vào các quyền lợi tự nhiên của tất cả mọi người. Các ý tưởng này phần lớn không phải là mới lạ vì theo lời ông, mục đích của ông là đặt lương tri của nhân loại vào việc cứu xét đề tài, bằng những lời văn vừa bình dị, vừa cương quyết khiến cho mọi người cùng đồng ý, và bản văn đó cũng là cách mô tả tinh thần độc lập của người Mỹ.

### Nhà làm luật và thống đốc của Virginia
Tháng 9 năm 1776, Thomas Jefferson rời khỏi Quốc hội Lục Địa và sau đó, lại phục vụ tại Viện Dân Biểu Virginia (the Virginia House of Delegates). Ông tự nhận không có khả năng phục vụ Quân đội trong cuộc Chiến tranh Cách mạng, nhưng lại có thể trở thành một nhà làm luật hữu ích. Chỉ sau 5 ngày phục vụ trong ngành lập pháp, Jefferson đã bắt đầu một chương trình cải cách rộng lớn, đầu tiên liên quan tới việc phân phối đất đai. Tại Virginia, một số người giàu có đã chiếm giữ nô lệ và kiểm soát các vùng đất rộng lớn khiến cho việc phân phối đất đai không công bằng. Chính quyền thuộc địa địa phương lại hạn chế quyền bầu cử và giới hạn các cơ hội giáo dục. Thomas Jefferson được bầu vào Hội đồng Duyệt Xét. Trong hai năm, ông đã xây dựng được một bộ luật mà ông hy vọng rằng sẽ xóa đi mọi cơ cấu quý tộc cổ xưa và tương lai, để đặt nền móng cho một chính phủ của nhân dân. Giai cấp quý tộc căn cứ vào tài sản và gia đình đã dần dần phải nhường chỗ cho "giai cấp quý tộc của tài năng và đức hạnh", vì các đạo luật sau của Jefferson: Đạo luật tiêu hủy luật giới hạn về thừa kế ("Bill for Abolition of Entails"), Đạo luật tiêu hủy quyền thừa kế của con trưởng ("The Bill Abolishing and Primogeniture"), Đạo luật tự do tôn giáo ("The statute for religious freedom") nhờ đó đã bảo đảm sự tự do trí tuệ và phân cách "nhà thờ" và "quốc gia", hủy bỏ các đặc quyền của "nhà thờ Anh Giáo", giới tu sĩ không còn được hưởng lương bổng của chính quyền và người dân Virginia không còn phải đóng thuế để yểm trợ nhà thờ nữa.
Trong hai năm 1779 và 1780, Quốc hội xứ Virginia đã bầu Jefferson làm Thống đốc tiểu bang 2 lần, mỗi nhiệm kỳ 1 năm. Trong thời gian nhậm chức của ông, xứ Virginia đã phải chịu đựng nhiều hậu quả nặng nề của cuộc Chiến tranh cách mạng. Theo lời yêu cầu của George Washington, Jefferson đã lấy bớt các tài nguyên và nhân lực bảo vệ xứ Virginia để dùng trợ giúp Quân đội Cách mạng.
Năm 1781, quân Anh đánh chiếm xứ Virginia. Vùng đất này không thể chống cự được và chính Jefferson cũng suýt bị bắt vào ngày 4 tháng 6 năm đó, khi các đội quân của Tướng Banastre Tarleton đánh phá miền Monticello. Ngày 2 tháng 6, nhiệm kỳ thống đốc của Jefferson chấm dứt. Ông bị chỉ trích là đã không thể chống cự được Quân đội Anh và sự việc này đã làm tổn thương danh dự của ông trong nhiều năm, dù cho một cuộc điều tra sau này đã xóa đi sự kết tội này. Sau đó, Thomas Nelson Jr, là vị sĩ quan đứng đầu đoàn Dân quân của xứ Virginia đã được đưa lên thay thế Jefferson làm Thống đốc. Sau khi quay về Monticello, ông bắt đầu viết tác phẩm: "Ghi chép về Tiểu Bang Virginia" (Notes on the State of Virginia, 1784-85). Đây là cuốn sách chứa đựng rất nhiều dữ kiện của xứ Virginia và nhiều niềm tin và lý tưởng của Jefferson.

### Công sứ tới Pháp

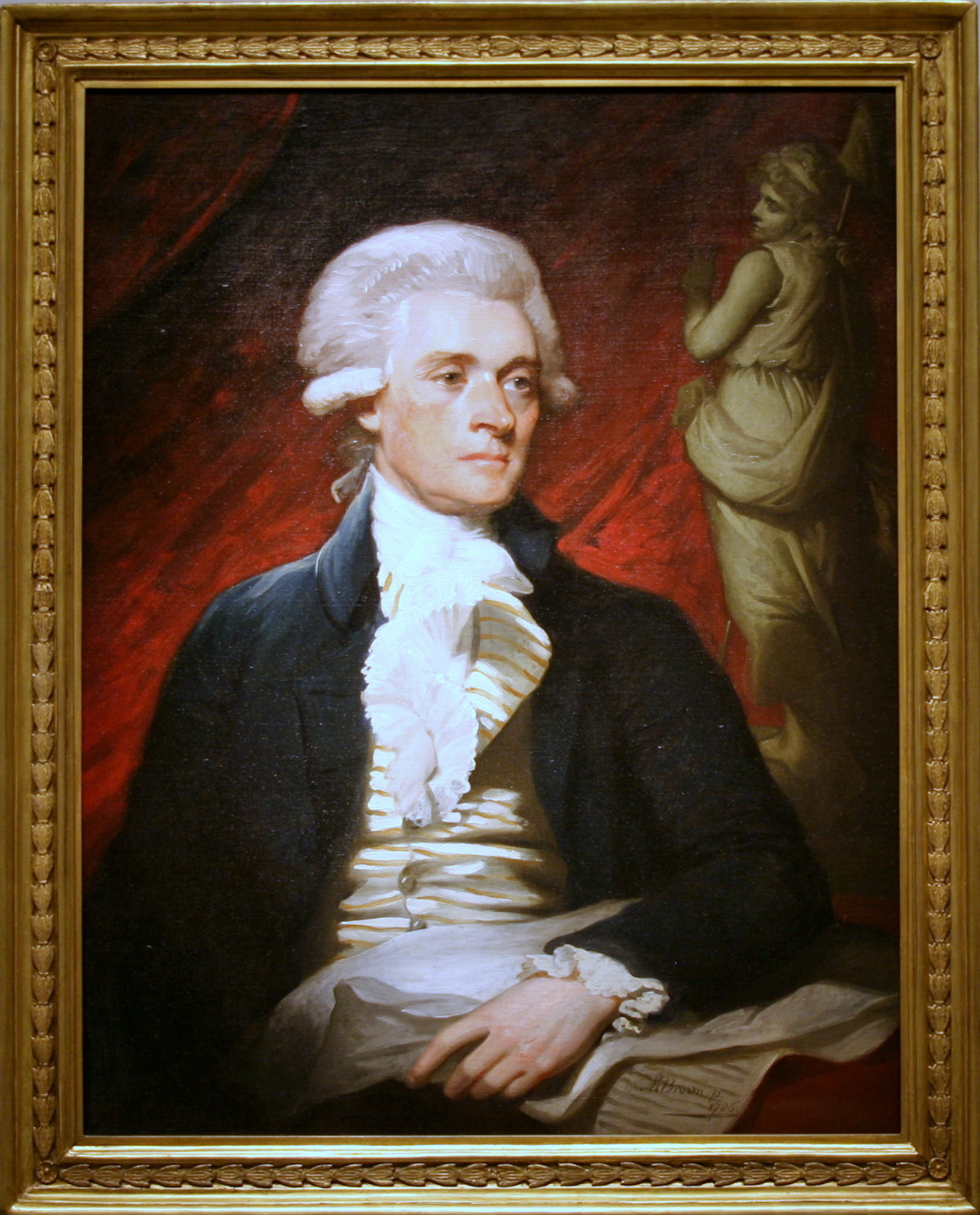
Chân dung Thomas Jefferson vào năm 1786 của Mather Brown

Tháng 5 năm 1784, Quốc hội Hoa Kỳ đồng ý cử Thomas Jefferson qua nước Pháp để tham gia cùng John Adams và Benjamin Franklin trong việc thương lượng các hiệp ước thương mại. Tới năm sau, do  Franklin từ chức Công sứ tại Pháp, Jefferson được lên kế tiếp chức vụ. Về sự việc này, có người đã hỏi Jefferson: "Có phải Ngài đã thay thế ông Franklin không?", thì ông trả lời: "Thưa không, tôi kế tiếp ông ấy vì không có ai có thể thay thế ông Franklin". Thực vậy, Thomas Jefferson đã là người theo rất gần các đường hướng của Benjamin Franklin. Jefferson đã lưu lại châu Âu cho tới mùa thu năm 1789 và đã cho thi hành các phương pháp ngoại giao trong hòa bình.
Vào thời điểm này, nước Pháp đang sôi sục vì phong trào Cách mạng. Những người cải cách coi Thomas Jefferson là một nhân vật dẫn đầu về Tự do vì các bài viết chính trị và những cải tiến luật pháp của ông tại xứ Virginia. Hầu tước Gilbert du Motier de La Fayette, một người từng chiến đấu trong cuộc chiến giành Độc lập của Hoa Kỳ, cũng như những người ôn hòa khác, thường xin các lời khuyên của Jefferson nhưng ông cố gắng đứng ngoài nội tình chính trị của nước Pháp. Dù thế, ông vẫn thảo ra Bản Hiến chương các Dân Quyền ("Charter of Rights") đệ trình lên Vua Louis XVI của Pháp. Văn kiện này và các tài liệu khác của Jefferson đã nghiêng về đường lối ôn hòa bởi vì, mặc dù có cảm tình với cuộc Cách mạng Pháp do những nguyên nhân tương tự như cuộc Cách mạng Hoa Kỳ, Jefferson nhận thấy rằng đại chúng Pháp chưa sẵn sàng với một chính phủ có nhân dân đại diện giống như tại Hoa Kỳ.
Khi qua nước Pháp, Thomas Jefferson đã mang theo người con Martha rồi tới năm 1787, Mary cũng sang theo. Cả hai cô theo học trường tại Paris. Cũng trong thời gian phục vụ tại nước Pháp, Jefferson đi thăm nhiều nơi tại châu Âu và đã học hỏi được rất nhiều, nhất là về canh nông và kiến trúc. Ông quan tâm tới cách trồng lúa của người dân Ý và đã lén đưa hạt lúa giống về Hoa Kỳ để trồng tại South Carolina và Gruzia. Jefferson cũng báo cho Quốc hội Hoa Kỳ biết về sự phát minh ra máy dập, loại máy có thể sản xuất hàng loạt các bộ phận cơ khí. Về kiến trúc, Jefferson đã nghiên cứu, tìm hiểu nhiều dinh thự trong đó có Tòa Nhà Maison Carrée tại Nimes, để sau này vẽ nên Điện Capitol Mới tại Richmond, Virginia. Vì muốn làm ổn định các công việc tại Hoa Kỳ, Jefferson nộp đơn xin rời khỏi nước Pháp vào năm 1789 và xuống tàu về xứ vào tháng 10 năm đó.

## Tổng thống

### Nhiệm kỳ thứ nhất
Năm 1800, các đảng viên đảng Dân chủ-Cộng hòa lại chỉ định Thomas Jefferson làm ứng viên Tổng thống và Thượng Nghị sĩ Aaron Burr của tiểu bang New York làm ứng viên Phó Tổng thống. Đảng Liên bang tái đề cử Tổng thống John Adams và chọn nhà ngoại giao Charles C. Pinckney của tiểu bang South Carolina làm ứng viên phó tổng thống.
Tới kỳ kiểm phiếu, Jefferson giành được 73 phiếu cử tri so với 65 phiếu của Adams. Những người thuộc đảng Dân Chủ-Cộng Hòa đã ăn mừng nhưng rồi họ lại sớm thất vọng khi biết tin mỗi cử tri Dân Chủ-Cộng Hòa đã bỏ một phiếu cho Jefferson và một phiếu cho Burr, như vậy hai ông này đã bằng phiếu nhau dù rằng ý định của cử tri đoàn là bầu ông Jefferson làm Tổng thống. Tới lúc này, Hạ viện Hoa Kỳ phải đứng ra dàn xếp. Viện này lại gồm phần lớn những người thuộc đảng Liên Bang, họ ưa thích ông Burr hơn bởi vì họ cho rằng Burr dễ điều khiển hơn Jefferson. Nhưng Hamilton lại bất tín nhiệm Burr hơn là Jefferson, nên dùng ảnh hưởng khiến cho đa số đảng viên Liên Bang ủng hộ Jefferson. Cuộc bỏ phiếu cuối cùng diễn ra vào ngày 17 tháng 2 năm 1801 đã khiến ông Burr trở thành Phó tổng thống. Về sau, đã có một tu chính án theo đó mọi cử tri trong cử tri đoàn phải bỏ một phiếu cho chức vụ tổng thống và một phiếu khác cho chức vụ Phó tổng thống.
Thomas Jefferson là vị Tổng thống Hoa Kỳ đầu tiên được bầu trong cuộc tranh cử lưỡng đảng, vị đầu tiên tuyên thệ nhậm chức tại Washington, D.C. và làm việc tại Tòa Bạch Ốc. Trong bài diễn văn nhậm chức, Jefferson đã nói năng ôn hòa hơn lúc tranh cử. Ông tuyên bố rằng: "Mọi khác biệt về ý kiến không phải là sự khác biệt về nguyên tắc" và sau một thời gian ngắn, những người thuộc đảng Dân Chủ-Cộng Hòa đã phải chấp nhận nhiều ý tưởng của các đảng viên Liên Bang.
Trong thời gian làm tổng thống, Thomas Jefferson đã duyệt xét lại rất nhiều đạo luật, công bố nhiều tu chính án. Ông cũng tìm cách kiểm soát Tối cao Pháp Viện nhưng không thành công, trong khi đó Pháp viện Tối cao lại có thể tuyên bố một đạo luật đã được thông qua bởi Quốc hội là vi hiến, điều này đã làm cho ngành Tư Pháp có thêm quyền hành, rồi các vụ truy tố quan tòa đã khiến cho về sau có quy định rằng các thay đổi chính trị sẽ không ảnh hưởng tới nhiệm kỳ của các vị thẩm phán.

### Nội các
| Chức vụ                   | Tên               | Nhiệm kỳ  |
| ------------------------- | ----------------- | --------- |
| Tổng thống                | Thomas Jefferson  | 1801–1809 |
| Phó Tổng thống            | Aaron Burr        | 1801–1805 |
|                           | George Clinton    | 1805–1809 |
| Bộ trưởng Ngoại giao      | James Madison     | 1801–1809 |
| Bộ trưởng Bộ tài chính    | Samuel Dexter     | 1801      |
|                           | Albert Gallatin   | 1801–1809 |
| Bộ trưởng Quốc phòng      | Henry Dearborn    | 1801–1809 |
| Bộ trưởng Tư pháp         | Levi Lincoln      | 1801–1804 |
|                           | Robert Smith      | 1805      |
|                           | John Breckinridge | 1805–1806 |
|                           | Caesar A. Rodney  | 1807–1809 |
| Bộ trưởng Bưu điện Hoa Kỳ | Joseph Habersham  | 1801      |
|                           | Gideon Granger    | 1801–1809 |
| Bộ trưởng Hải quân        | Benjamin Stoddert | 1801      |
|                           | Robert Smith      | 1801–1810 |

### Tối cao Pháp viện
Jefferson đã bổ nhiệm những thẩm phán sau vào Tòa án Tối cao:
- William Johnson (1804)
- Henry Brockholst Livingston (1807)
- Thomas Todd (1807)

### Tiểu bang được thu nhận vào Liên bang
- Ohio (1803)

### Chiến tranh với cướp biển Bắc Phi
Vào cuối thể kỷ 18, bọn cướp biển Barbary thuộc miền Bắc Phi thường hay tấn công các tàu buôn của nhiều quốc gia, đòi tiền chuộc hay tiền đóng góp. Trong vòng 10 năm, Hoa Kỳ đã phải nạp triều cống cho xứ Tripoli tới 2 triệu $. Sự kiện này đã khiến Thomas Jefferson luôn nhắc nhở Chính phủ Hoa Kỳ phải có các hành động trừng phạt các quân cướp biển. Năm 1801, Tripoli đánh phá các tàu buôn Hoa Kỳ để đòi thêm tiền. Hạm đội của Hoa Kỳ vào thời đó còn nhỏ và yếu, nhưng đã vây hãm các hải cảng của Tripoli, oanh tạc các pháo đài và bắt buộc các bọn cướp biển phải kính nể các tàu thuyền mang lá cờ Mỹ. Đây là cuộc chiến tranh đầu tiên của quốc gia Hoa Kỳ với một nước khác, tuy chưa mang lại các thắng lợi cụ thể vào thời gian đó, nhưng đã khiến cho uy tín của Hải quân Hoa Kỳ được tăng thêm.

### Nhiệm kỳ thứ hai
Năm 1804 có cuộc bầu cử Tổng thống. Đất nước thịnh vượng đã là một lý do để Thomas Jefferson được dễ dàng đề cử và đảng Dân Chủ – Cộng Hòa đã chọn ông Thống Đốc tiểu bang New York là ông George Clinton làm ứng viên Phó tổng thống. Vào lúc này, một nhóm các đảng viên Liên Bang thuộc miền đông bắc đã e ngại việc mở rộng đất nước sẽ làm yếu đi vị trí và ảnh hưởng của miền Tân Anh Cát Lợi. Họ muốn bầu ông Aaron Burr làm Thống Đốc New York để Burr mang tiểu bang New York cùng với vùng Tân Anh Cát Lợi tách ra khỏi Liên bang Hoa Kỳ. Alexander Hamilton là người đã làm thất bại âm mưu này.
Trong cuộc bầu cử Tổng thống năm 1804, đảng Liên Bang đã thất bại. Ông Thomas Jefferson đoạt được 162 phiếu cử tri, so với 14 phiếu dành cho ứng viên đảng Liên Bang là ông Charles C. Pinckney, một luật sư từ miền Charleston, South Carolina. Như vậy nhiệm kỳ Tổng thống thứ hai của ông Thomas Jefferson đã bắt đầu mà "không có một cụm mây đen nào ở chân trời", theo như lời ông Jefferson nói, thế nhưng bão táp đã kéo đến.
Tháng 3 năm 1803 nổ ra cuộc chiến tranh giữa hai nước Anh và Pháp. Tổng thống Jefferson nhận thấy rằng nhiệm vụ chính của ông là giữ cho Hoa Kỳ ở ngoài cuộc chiến. Vào thời đó, hải quân Anh và Pháp tìm cách đánh phá các tàu biển của nhau, kết quả là phần lớn công cuộc thương mại giữa châu Âu và miền Tây Ấn lọt vào tay các nhà buôn Hoa Kỳ. Tại Hoa Kỳ, hai ngành thương mại và đóng tàu phát triển rất nhanh, cần đến hàng ngàn thủy thủ, những người này phần lớn tới từ miền Tân Anh Cát Lợi song cũng có nhiều kẻ đào ngũ từ các tàu thuyền của nước Anh. Cũng vào thời gian này, nước Anh cần tới nhiều thủy thủ nên các tàu biển của Anh thường chặn bắt các tàu biển Hoa Kỳ trên biển cả để tìm xét các thủy thủ Anh đào ngũ. Nhưng làm sao phân biệt dễ dàng giữa một người Anh và một người Mỹ, vì vậy hàng ngàn người Mỹ đã bị bắt và bị cưỡng bách đưa vào Hải quân Hoàng gia.
Cuộc chiến tranh tại châu Âu giữa nước Anh và nước Pháp càng gia tăng cường độ, càng khiến cho cả hai phe lâm chiến không quan tâm đến quyền lợi của các quốc gia trung lập. Bằng đạo luật Berlin và Milan năm 1806 và 1807, Napoléon công bố rằng nước Pháp sẽ bắt giữ tất cả các tàu thuyền hướng về hay từ các hải cảng của nước Anh, trong khi đó chính phủ Anh ra lệnh phong tỏa các hải cảng của Pháp và của các nước đồng minh với Pháp.

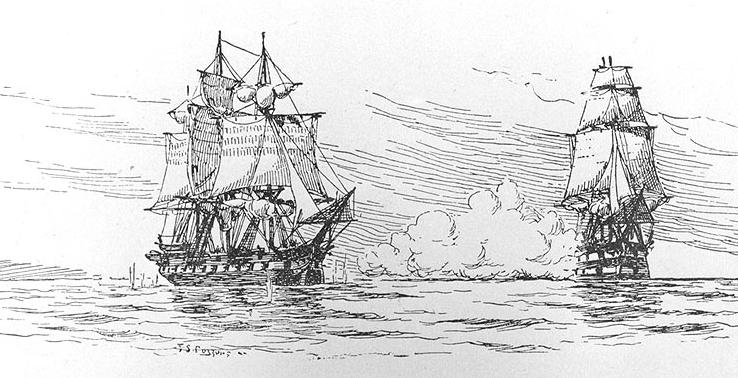
HMS Leopord (phải) xả pháo vào USS Chesapeake (trái)

Tháng 6 năm 1807, chiếc tàu HMS Leopard của Anh đã chặn con tàu Hoa Kỳ tên là USS Chesapeake, đòi tìm xét các lính đào ngũ. Thuyền trưởng của tàu Mỹ đã không tuân lệnh nên HMS Leopard đã tấn công tàu Mỹ.
Tổng thống Thomas Jefferson lúc đó biết rằng Hoa Kỳ chưa được chuẩn bị về chiến tranh và không rõ nên thiên về nước Anh hay nước Pháp. Cách đối phó của ông Jefferson là đóng cửa thị trường Mỹ đối với hàng hóa của cả hai nước và cũng không bán tiếp liệu của Hoa Kỳ cho hai nước Anh và Pháp đó. Nhăm 1805, Napoléon Bonaparte đánh bại liên minh thứ ba trong trận Austerlitz, người Mỹ mong muốn ủng hộ Pháp nhưng đều không thành công. Năm 1807, đạo luật "Cấm Vận" đã cấm chỉ việc xuất cảng từ Hoa Kỳ và ngăn cản các con tàu biển Mỹ đi vào các hải cảng ngoại quốc. Lệnh cấm vận đã làm thiệt hại Hoa Kỳ hơn là gây tổn thất cho hai nước Anh và Pháp. Hàng ngàn con tàu biển của Mỹ nằm bất động, thủy thủ và công nhân đóng tàu thất nghiệp, hàng xuất cảng chất đống trong các nhà kho. Kinh tế của miền nam Hoa Kỳ cũng bị thiệt hại khiến cho ông Jefferson bị mất đi các sức ủng hộ. Vào thời kỳ này, nhiều người Mỹ đã không tôn trọng pháp luật, nạn buôn lậu phát triển. Chính phủ Hoa Kỳ vì thế phải tăng cường việc phòng thủ bờ biển.
Trước sự việc nan giải này, Tổng thống Thomas Jefferson càng ngày càng phải thiên về việc kiểm soát của Liên Bang và ông đã bình luận rằng:
| “ | Luật cấm vận này chắc chắn là một vấn đề gây rắc rối nhất mà chúng tôi phải giải quyết". Sau 14 tháng, nhiều người thấy rằng luật cấm vận đã không gây được ảnh hưởng nào đối với cả hai nước Anh và Pháp. Dân chúng Mỹ phản đối khiến cho Quốc hội phải xét lại sự việc vào tháng 3 năm 1809 và thông qua một đạo luật mềm dẻo hơn | ” |

Vào năm 1808, nhiều người mong đợi ông ra tranh cử một lần nữa nhưng ông đã từ chối, vì muốn theo gương của George Washington là rút lui sau hai nhiệm kỳ. Thomas Jefferson cũng nói rõ cho mọi người biết là ông ước mong James Madison sẽ là vị Tổng thống kế tiếp. Và trên thực tế thì Madison cũng đã thắng cử dễ dàng.

## Cuối đời

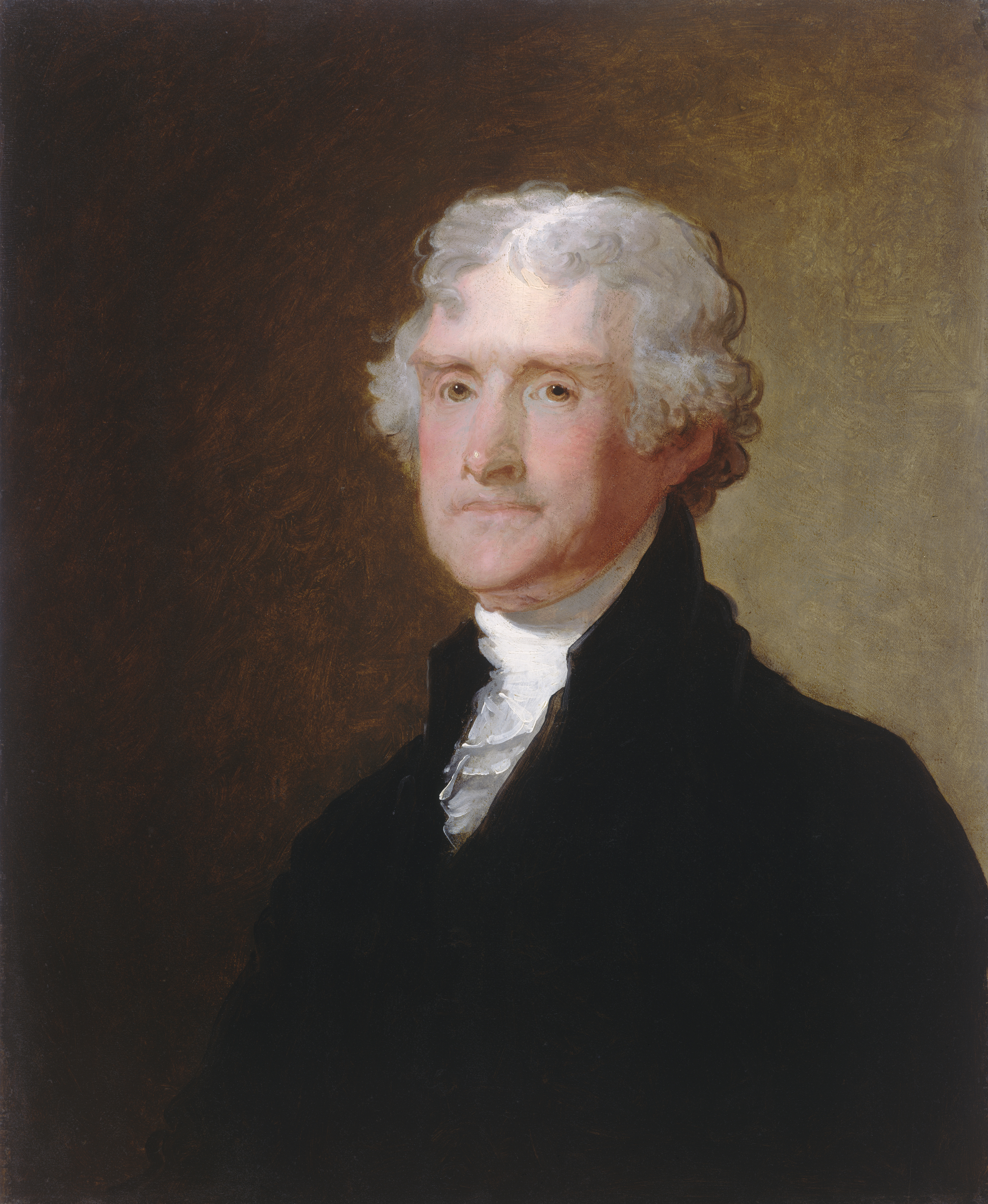
Tranh vẽ Jefferson bởi Gilbert Stuart, 1821.

Thomas Jefferson rời khỏi chức vụ Tổng thống vào năm 1809, khi 65 tuổi. Ông đã cảm thấy tự do khi dùng thời giờ cho các bạn bè, sách vở, thư từ, đất đai và để vun trồng "các sự theo đuổi trầm lặng của Khoa học". Ông đã viết: "Không một người tù nào cảm thấy nhẹ nhàng hơn tôi khi tôi trút được gánh nặng quyền lực". Ông đã trải qua 15 năm cuối của cuộc đời, góp công vào việc thành lập Đại học Virginia (UVA) tại thành phố Charlottesville, khai trương vào năm 1825.
Ông qua đời vào ngày 4 tháng 7 năm 1826, hưởng thọ 83 tuổi, đúng 50 năm sau ngày Tuyên bố độc lập của Hoa Kỳ. Ông mất vài giờ trước bạn cũ và cũng là đối thủ chính trị của ông, John Adams. Lời hấp hối của John Adams là "Độc lập muôn năm", và "Thomas Jefferson vẫn sống".
Trên mộ của mình, ông viết:

HERE WAS BURIED THOMAS JEFFERSON
AUTHOR OF THE DECLARATION OF AMERICAN INDEPENDENCE
OF THE STATUTE OF VIRGINIA FOR RELIGIOUS FREEDOM
AND FATHER OF THE UNIVERSITY OF VIRGINIA.

Tạm dịch là "Nơi đây an nghỉ Thomas Jefferson, tác giả của Bản Tuyên Ngôn Độc Lập Hoa Kỳ, của Đạo Luật Virginia về Tự Do Tôn Giáo và là Người Cha của Đại Học Virginia".
Tuy Jefferson là một người giàu có, ông thường gặp nhiều vấn đề tài chính, và khi qua đời vẫn còn ôm nợ. Ông phải vay nợ trong suốt cuộc đời mình, trong đó có cả trách nhiệm kế thừa một khoản nợ từ cha vợ. Nguồn thu nhập chính từ đồn điền không đủ sống và cho đến cuối cuộc đời, ông nợ nhiều đến nỗi phải đệ đơn lên bang Virginia xin bán đấu giá đất tư của ông, nhưng chính phủ tiểu bang từ chối. Chỉ sau khi ông chết, bất động sản cũng ông mới được đấu giá để trả nợ và con gái của ông thì phải sống nhờ quỹ từ thiện.

## Di sản
Thomas Jefferson đã đóng góp rất lớn lao vào các nguyên tắc của nền dân chủ Hoa Kỳ. Cùng với Tổng thống George Washington, ông là một trong các nhân vật vĩ đại của cuộc Cách mạng Bắc Mỹ mà danh tiếng đã vang lừng trên khắp thế giới. Ông Jefferson đã ủng hộ các Quyền của Con người, các tự do ngôn luận, tôn giáo và báo chí và cũng vì tôn trọng nền tự do sau này mà ông đã phải chịu đựng nhiều vụ nói xấu của các tờ báo vô trách nhiệm.
Ông Thomas Jefferson còn là một nhà canh nông. Ông đã phát minh ra một thứ máy cày được nông dân Mỹ dùng trong nhiều năm. Ông đã đưa loại máy đập lúa từ châu Âu vào Hoa Kỳ và khuyến khích Robert Mills trong việc phát triển loại máy gặt. Ông cũng là một trong những người chủ trương phương pháp luân canh. Là một nhà khoa học, ông Thomas Jefferson khuyến khích việc phát minh ra "thì kế", không những được dùng trong các cuộc chạy đua mà còn trong các công cuộc khảo sát thiên văn. Ông cũng là người đặt niềm tin vào loại tàu ngầm và về y tế, là một trong các nhân vật quan trọng chấp nhận chủng ngừa đậu mùa. Các con cháu của ông cũng đồng lòng chủng ngừa như ông.
Về kiến trúc, ông Thomas Jefferson đã vẽ kiểu cho Tòa nhà Monticello gồm 35 phòng của ông. Đây là một trong các dinh thự lịch sử đẹp nhất của Hoa Kỳ. Ông cũng đã vẽ kiểu Điện Capitol của Thủ phủ Richmond và các tòa nhà ban đầu của Đại Học Virginia. Về các dụng cụ dùng trong nhà, ông Thomas Jefferson đã nghĩ ra các loại ghế xếp, ghế đu đưa, cùng cải tiến nhiều vật dụng khác. Ông thường được gọi là "Người cha của Văn phòng bằng sáng chế" bởi vì đạo luật đầu tiên về phát minh, sáng chế đã được ông giám sát.